# 思旺镇
思旺镇，是中华人民共和国广西壮族自治区贵港市平南县下辖的一个乡镇级行政单位。

## 行政区划
思旺镇下辖以下地区：
思旺社区、古榄村、六桂村、双上村、镇西村、上邓村、木极村、三江村、镇北村、花石村、花玲村、镇东村、镇南村、旺岭村、新政村、崇秀村和金匏村。